# Robert Duncan (poet)
Robert Edward Duncan, född 7 januari 1919 i Oakland i Kalifornien, död 3 februari 1988 i San Francisco i Kalifornien, var en amerikansk poet. På 1950-talet undervisade han periodvis vid Black Mountain College och förknippas därför ofta med den litterära grupperingen Black Mountain poets. Eftersom han för övrigt bodde i och kring San Francisco hela livet associeras han också med den parallellt framvuxna litterära inriktningen San Francisco Renaissance.